# Parapseudes pedispinis
Parapseudes pedispinis är en kräftdjursart som först beskrevs av David R. Boone 1923.  Parapseudes pedispinis ingår i släktet Parapseudes och familjen Parapseudidae. Inga underarter finns listade i Catalogue of Life.